# Stations des profondeurs
Stations des profondeurs (titre original : Stations of the Tide) est un roman de Michael Swanwick publié en 1991.

## Distinction
Le roman reçoit le prix Nebula du meilleur roman en 1991.